# Швайкерсхаузен
Швайкерсхаузен (на немски: Schweickershausen) е село, както и община в Германия, в общността на общините на Хелдбургер Унтерланд, окръг Хилдбургхаузен. Намира се на около 340 метра надморска височина. Населението на селото към 31 декември 2020 г. е 161 души.